# Budziszewice
Budziszewice è un comune rurale polacco del distretto di Tomaszów Mazowiecki, nel voivodato di Łódź.
Ricopre una superficie di 30,13 km² e nel 2004 contava 2 236 abitanti.